# Neomammillaria brandegeei
Neomammillaria brandegeei là một loài thực vật có hoa trong họ Cactaceae. Loài này được (J.M. Coult.) Britton & Rose mô tả khoa học đầu tiên năm 1923.